# Сенжерменски споразум (1632)
Споразум у Сен Жермену је потписан 29. марта 1632. године. Њиме је Француској враћена контрола над Новом Француском, односно Квебеком након што га је Енглеска заузела 1629. године. Споразумом су Француској надокнађена и добра која су одузета током освајања колоније.